# Батіг Емілія Миколаївна
Емі́лія Мико́лаївна Баті́г (29 травня 1929, с. Ворохта Богородчанського р-ну Івано-Франківської області — 17 березня 2011, м. Львів) — майстриня художнього ткацтва.
Дружина Миколи Батога та мати Романа Батога. Від 1965 року — ткаля Львівського виробничого комбінату. З 1993 року член НСМНМУ. Учасниця всеукраїнських, обласних художніх виставок. Автор багатьох доріжок, суконь, крайок, накидок і килимків.